# Syberia (Kuźnica)
Syberia (kaszb. Sëberiô) – osiedle mieszkaniowe osady Kuźnica, w woj. pomorskim, położone na Mierzei Helskiej, w pobliżu wzniesienia Lubek. 
Syberia jest położona w odległości 1 km od głównej zabudowy Kuźnicy. Osiedle jest ulicówką, wszystkie domy znajdują się przy ulicy Morskiej. Miejscowość spełnia w sezonie letnim funkcję wspomagającą pod względem noclegowym dla ruchu turystycznego w Kuźnicy i Jastarni. 
Osiedle zostało nazwane Syberią przez mieszkańców Kuźnicy, ponieważ przez 30 lat w tym miejscu mieszkały tylko 3 rodziny.

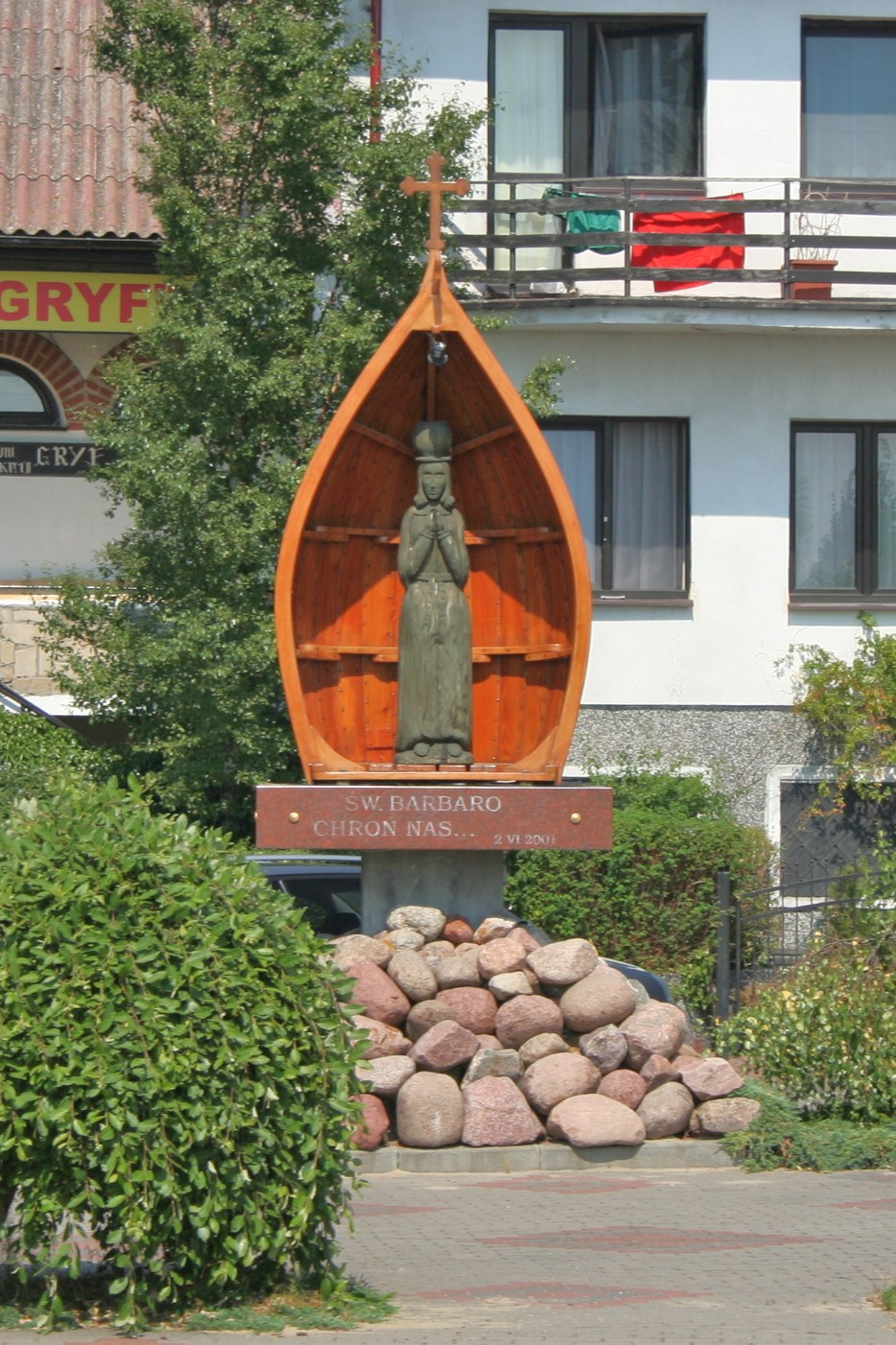
Syberia - Kaplica św. Barbary

29 października 1999 doszło tutaj do wypadku lotniczego z udziałem wojskowego samolotu MIG-21, który spadł do zatoki, wcześniej przelatując na niskiej wysokości pomiędzy dwoma budynkami mieszkalnymi oraz niszcząc niewielki pawilon handlowy. W miejscu zniszczonego pawilonu od 2001 stoi kaplica w kształcie łodzi z figurą św. Barbary, pochodzącą z ołtarza papieskiego z Sopotu.
Na wysokości Syberii, w niewielkiej odległości od brzegu, znajduje się piaszczysta łacha nazywana Rybitwią Mielizną. Ciągnie się w poprzek Zatoki Puckiej przez kilka kilometrów.